# Fairy Wars
Fairy Wars (яп. 妖精大戦争 ～ 東方三月精, Йо̄сей Дайсенсо̄ ~ То̄хо̄ Санґецусей, досл. "Великі Війни Фей ~ Три Феї Сходу") — гра 2010 випущена на Comiket 78, в жанрі bullet hell та скрол-шутер, розроблена Team Shanghai Alice. Гра є продовженням офіційної манґи Touhou Sangetsusei. Малюнок за авторства манґаки Макоти Хірасаки, художника Touhou Sangetsusei.

## Ігролад

Чірно заморожує скупчення куль.

Гра нагадує Shoot the Bullet та Phantasmagoria of Flower View разом зі «звичайним» геймплеєм Touhou. Гравець керує Чірно, яка здатна стріляти, і також володіє новою здібністю «заморожування». Подібно до камери Аї в Shoot the Bullet, у Чірно є рахунок, який заповнюється під час гри та визначає силу заморожування, яка спрацьовує утриманням та відпусканням кнопки пострілу, подібно до заряджених пострілів у Phantasmagoria of Flower View. Після активації заморожує область навколо неї та будь-які кулі, з якими вона стикається, час дії пропорційний рівню заряду. Коли інші кулі стикаються із замороженими кулями, вони також замерзають, що дозволяє заморожувати великі ланцюжки куль. За заморожування великої кількості куль даються очки та бомби.
Як і в основній серії, Fairy Wars має рівні, на кожному з яких є мід-бос та бос. Однак в цій частині лише три рівні замість шести. З іншого боку, гравець може обрати чотири різні «шляхи», які впливають проходження. Три шляхи доступні одразу після початку, тоді як четвертий шлях треба розблоковувати. Три початкові шляхи, також пропонують два різні маршрути.

## Персонажі
В Fairy Wars немає жодного нового персонажа, але є троє персонажів з манги Touhou «Sangetsusei» дебютують у грі як боси на рівні.
- Чірно (яп. チルノ): Головна героїня. Вона шукає тих хто зруйнував її дім і залишив оголошення війни.
- Санні Мілк (яп. サニーミルク): Радісна фея, яка любить розігрувати людей. Її сила йде від сонця, і вона може відбивати світло, щоб робити речі невидимими. Вважає себе найрозумнішою з трійки. З манґи Sangetsusei.
- Луна Чайлд (яп. ルナチャイルド): Фея, яка любить розігрувати людей. Її сила йде від місяця, і вона може заглушувати звук навколо. Найнезграбніша з трійки. З манґи Sangetsusei.
- Стар Сапфір (яп. スターサファイア): Фея, яка любить розігрувати людей. На відміну від двох інших, її сила не залежить від часу доби. Найрозумніша з трійки, часто уникає покарань. З манґи Sangetsusei.
- Маріса Кірісаме (яп. 霧雨 魔理沙): Чарівниця, яка милувалася квітами коли Чірно викликала її на поєдинок.